# Antifont de Siracusa
Antifont de Siracusa (en llatí Antiphon, en grec antic Ἀντιφῶν) fou un poeta tràgic que vivia a Siracusa el 406 aC. Plutarc i Filòstrat d'Atenes el confonen amb l'orador Antifont, que va morir a Atenes el 411 aC.
Es diu que va escriure drames conjuntament amb el tirà Dionís I de Siracusa quan aquest ja era molt gran, i va descobrir la seva afició per la poesia. Segons alguns autors (Plutarc), Antifont va morir per haver utilitzat una expressió sarcàstica sobre la tirania, o segons altres (Aristòtil), per haver censurat de forma imprudent algunes composicions de Dionís, que el va fer executar.
Es coneixen els títols de cinc de les seves tragèdies:
- Μελέαγρος (Melèagre).
- Ἀνδρομάχη (Andròmaca).
- Μήδεια (Medea).
- Ἰάσων (Jàson).
- Φιλοκτήτης (Filoctetes).[2]